# Wierchnij Fiagdon
Wierchnij Fiagdon (ros. Верхний Фиагдон) – wieś w Rosji, w Osetii Północnej, w rejonie ałagirskim. W 2010 liczyła 1124 mieszkańców.